# Jürgen Weninger
Jürgen Weninger (* 25. Februar 1958) ist ein deutscher ehemaliger Fußballspieler.

## Sportlicher Werdegang
Weninger rückte über die vereinseigene Amateurmannschaft 1978 in die Wettkampfmannschaft des seinerzeitigen Süd-Zweitligisten FSV Frankfurt auf und stand beim Auftaktspiel in die Spielzeit 1978/79 unter Trainer Heinz Bewersdorf direkt in der Startformation, als der FC Augsburg mit 2:1 durch Treffer von Hubert Klein und Werner Killmaier besiegt wurde. In insgesamt 37 der 38 Saisonspiele kam er zum Einsatz, als der zwölfte Tabellenplatz erreicht wurde. In der folgenden Spielzeit war der Klub vom Verletzungspech verfolgt. Dieses traf auch Weninger, der nach einer Meniskusverletzung im November 1979 operiert werden musste und letztlich erst Ende März aufs Spielfeld zurückkehrte. Auf dem letzten Nichtabstiegsplatz konnte sich die Mannschaft in der zweiten Liga halten. Nach Ende der Spielzeit 1980/81 wurde die eingleisige 2. Bundesliga eingeführt. Mit einem 15. Tabellenplatz verpassten die Frankfurter aufgrund einer zu hohen Platzziffer – die Ergebnisse der drei Vorspielzeiten wurden jeweils aggregiert – einen der zehn Startplätze für die Südzweitligisten.
Weninger lief mit dem FSV Frankfurt fortan in der drittklassigen Oberliga Hessen an, wo sich die Mannschaft in der Spielzeit 1981/82 ein Wettrennen mit Mitabsteiger VfR OLI Bürstadt sowie der Amateurmannschaft von Eintracht Frankfurt liefert. Letztlich gewann die Mannschaft die Hessenmeisterschaft und kehrte als Tabellenführer der Aufstiegsrunde zur 2. Bundesliga vor dem Mitaufsteiger FC Augsburg, dem SSV Ulm 1846 und dem FC 08 Homburg in die Zweitklassigkeit zurück. Nach Saisonende musste Weninger jedoch den Verein verlassen, innerhalb der Oberliga wechselte er zu Viktoria Sindlingen. Mindestens bis zur Spielzeit 1988/89 lief er dabei für den Klub in der Drittklassigkeit auf.